# Джебель-Хараз
Джебель-Хараз (араб. جبل حراز‎) — гряда гор Йемена между Саной и Ходейдой. Горы Хараз расположены в 90 км на запад-юго-запад от Саны. В XI веке это была твердыня династии Сулиахидов, многие здания которой целы до сих пор.

## Статус Всемирного наследия
Этот район, с координатами в центре широта 15°10' N и долгота 43°45' E, занесен в Предварительные списки объектов Всемирного наследия ЮНЕСКО 8 июля 2002 года в смешанную культурно-природную категорию (культурный ландшафт), как место, имеющее «выдающуюся универсальную ценность».

## История
Этот район высокогорья был всегда стратегически важен из-за своего расположения между Саной и Тихамой. Это пункт остановки караванов во времена Химьяритского царства. Затем Хараз стал оплотом государства Сулайхидов, которое было создано в 1037 году. Тогда и впоследствии населением этого района были мусульмане исмаилиты.
Красивая деревня Эль-Хаджара, к западу от Манакха, была основана как цитадель в XII веке Сулайхидами.

## Описание района

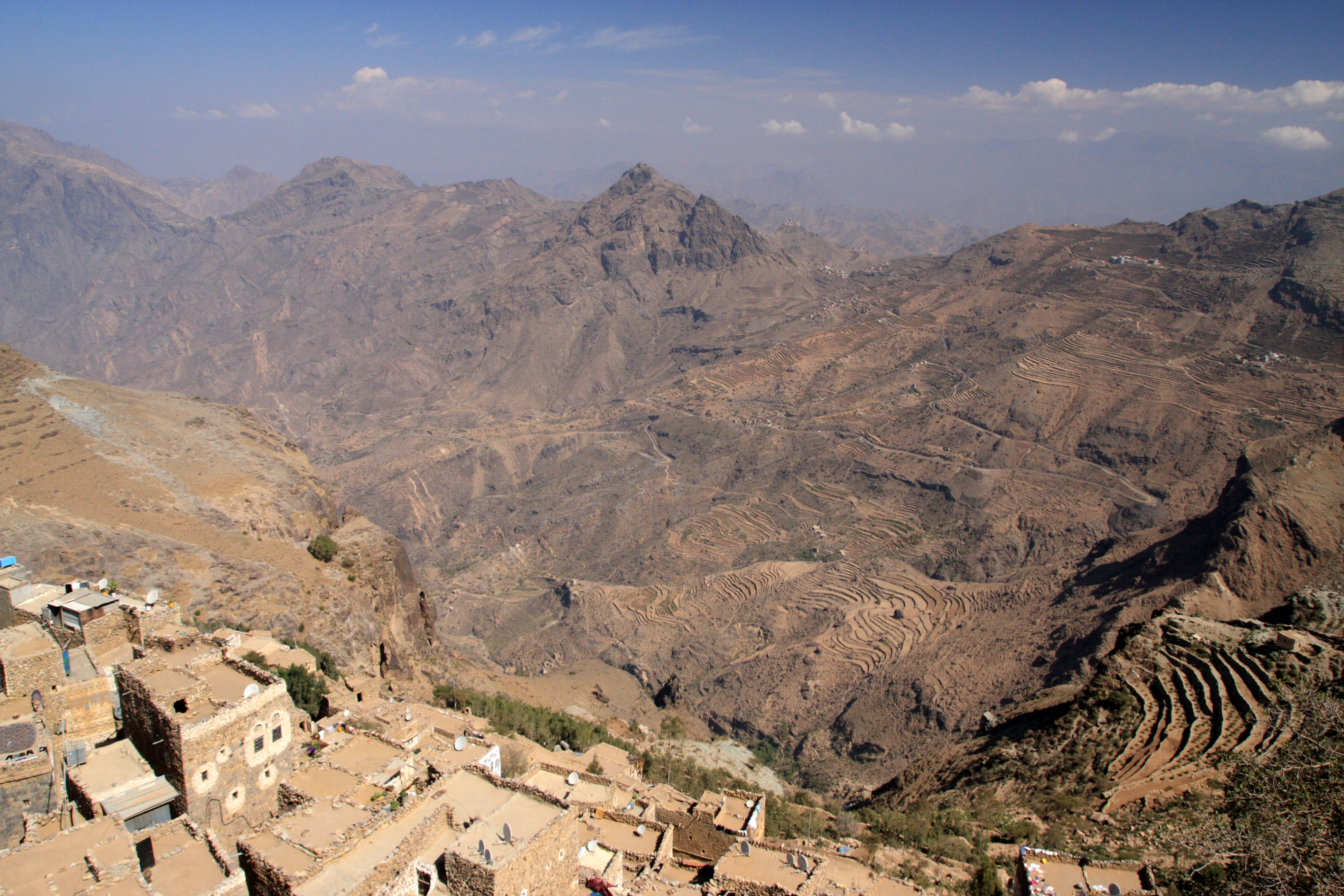
Вид на горы Хараз с селения Эль-Хаджера

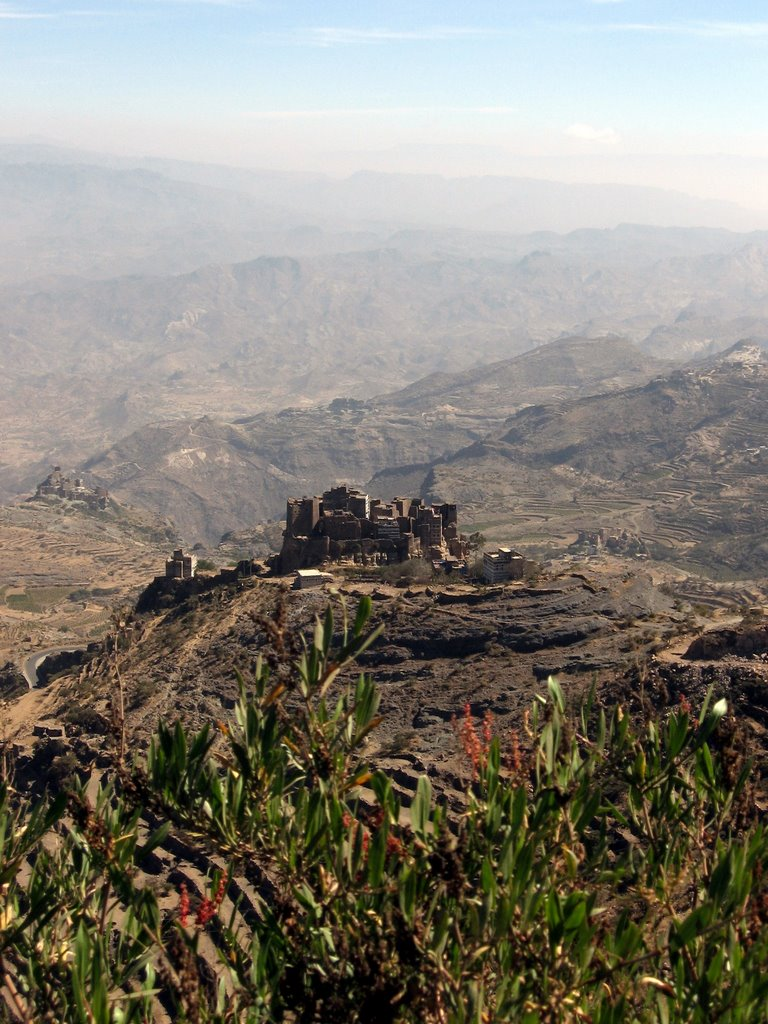
Горы Хараз.

Хазар так же славится красотой своих пейзажей, так как для его укрепленные деревни цепляются за почти недоступные скалистые вершины. Своей импозантной архитектурой населённые пункты отвечают двум потребностям: защищать жителей и остаётся много места для сельскохозяйственных культур. Каждый населённый пункт построен как замок. Дома сами образуют стены оснащенные одной или двумя хорошо защищенными дверьми. Построенные из песчаника и базальта, здания прекрасно интегрированы в ландшафт, и трудно сказать, где начинается или заканчивается скала и деревня. Горы разделены на террасы по несколько гектаров и более, разделены стенами иногда высотой в несколько метров. На этих замечательных террасных полях растут люцерна для скота, просо, чечевица, большие площади для кофе и ката.
Бэну Мора находится в дне пути от других деревень, расположенных на хребте с видом на город Манакха. Достаточно большой город Манакха считается сердцем этой процветающей горной местности, — его рынок привлекает жителей со всей округи. Красивая стеная деревня Эль-Хаджара, к западу от Манакха, как цитадель была основана в XII веке. Отсюда доступны другие деревни, такие как Бейт-эль-Камус и Бейт-Шимран. Деревня Хутаиб (англ. Hutaib) построена на платформе из красного песчаника, обращённая на великолепный вид на террасах холмов, которые содержат деревню. Здесь же находится мавзолей третьего йеменского «даи» Хатим аль-Хамди. Здесь собираются мусталитты ветки Бохра из Индии, Шри-Ланки, Сингапура и с Мадагаскара. Местные исмаилиты для верующих покрывают смолой дороги и мостят улицы города не причиняя ущерб ландшафту.